# Paraconophyma minuta
Paraconophyma minuta är en insektsart som beskrevs av Bei-bienko 1949. Paraconophyma minuta ingår i släktet Paraconophyma och familjen gräshoppor. Inga underarter finns listade i Catalogue of Life.